# Hilario de Arlés
Hilario de Arlés (en latín, Hilarius Arelatensis) fue un monje que llegó a ser nombrado arzobispo de Arlés. Es venerado como santo por la Iglesia católica.
Hilario nació en el norte de la Galia entre 401 y 403 en el seno de una familia noble, de la que probablemente también provenía san Honorato de Arlés. Pese a que era un joven rico e instruido prefirió dedicarse a la vida religiosa, entrando en el monasterio de Lerins, que había sido fundado por san Honorato de Arlés. Fue nombrado abad del monasterio cuando su pariente Honorato fue nombrado arzobispo de Arlés.
En 429 acudió a asistir a Honorato en su lecho de muerte. Tras la muerte de Honorato fue nombrado arzobispo sucediendo de nuevo en el cargo a Honorato. Hilario, siguiendo la doctrina de san Agustín de Hipona, quiso reorganizar la vida monástica, dedicando una gran parte de su tiempo a ejercicios ascéticos, y fundó monasterios en el territorio que alcanzaba su jurisdicción. Hilario alcanzó el rango de metropolitano de Vienne y Narbona, e intentó ejercer una especie de primacía sobre la iglesia de todo el sur de la Galia tal y como lo hiciera su predecesor Patroclo de Arlés. Como obispo de Arlés asistió a varios concilios que tuvieron lugar en Riez, Orange, Vaison-la-Romaine y la misma Arlés.
En 444, y tras una reunión de varios obispos entre los que se encontraban san Euquerio de Lyon y san Germán de Auxerre, Hilario depuso al obispo de Besançon Celidonio por incapacidad, por ignorar su primacía, y por reclamar la dignidad metropolitana para Besançon. Tras el suceso, Celidonio interpeló a Roma, y el papa León I el Magno le reinstaló en su sede. Hilario pidió explicaciones al papa por su decisión pero no fue recibido, ni tampoco recibió respuesta tras enviar a varios vicarios a Roma. Varios enemigos de Hilario aprovecharon la ocasión para lanzar acusaciones contra Hilario, y León I terminó por desposeer a Hilario de sus derechos para consagrar obispos, convocar sínodos o supervisar la iglesia en la provincia, e incluso llegó a ser excomulgado, aunque se cree que posteriormente Hilario y León se reconciliaron. El papa confirmó el edicto de Valentiniano III que rezaba "ut episcopis Gallicanis omnibusque pro lege esset quidquid apostolicae sedis auctoritas sanxisset", por el que los decretos papales se convertían en leyes imperiales y su violación conllevaba penas, y separó la iglesia de Vienne de la de Arlés.
Hilario falleció el año 449 y su nombre fue posteriormente introducido en el martirologio en el 5 de mayo. En vida tuvo gran fama de hombre piadoso, gran elocuencia y sabiduría. Se dice que incluso llegó a vender los ornamentos y el cáliz para obras de caridad. Su obra Vita S. Honorati Arelatensis episcopi and Metrum in Genesin es comparable al resto de producciones literarias contemporáneas. Así mismo, el poema llamado De providentia, normalmente atribuido a Próspero de Aquitania es en ocasiones atribuido a Hilario.